# 哈桑區 (邦加拉省)
6°1′S 77°55′W / 6.017°S 77.917°W
哈桑區（西班牙語：Distrito de Jazán），是秘魯的一個區，位於該國北部亞馬遜大區的邦加拉省，始建於1980年2月26日，面積88.8平方公里，2005年人口7,404，人口密度每平方公里83.4人。